# Elbow
Elbow er et engelsk band dannet i 1997 i Bury, Manchester.
Bandets fem medlemmer mødte hinanden i begyndelsen af 90'erne, da de gik på det samme college i byen Bury. Siden flyttede de til Manchester, hvor de fik lokale spillejobs. I slutningen af 90'erne udgav de EP'erne "Newborn" og "Any Day Now", som tiltrak opmærksomhed fra et etableret selskab, der i 2001 udgav Elbows debutalbum Asleep In The Back. Bandet udsendte i 2003 deres andet album Cast Of Thousands.
Elbow har taget navn efter BBC-serien The Singing Detective (Den syngende detektiv), skrevet af Dennis Potter, hvor hovedpersonen omtaler "elbow" (albue) som det smukkeste ord i det engelske sprog.

## Diskografi
- Asleep in the Back (2001)
- Cast of Thousands (2003)
- Leaders of the Free World (2005)
- The Seldom Seen Kid (2008)
- Build a Rocket Boys! (2011)
- The Take Off and Landing of Everything (2014)
- Little Fictions (2017)
- Giants of All Sizes (2019)
- Flying Dream 1 (2021)
- Audio Vertigo (2024)